# Nedersticht (Münster)

Kaart van het Prinsbisdom Münster. Het Nedersticht bestond uit het noordelijke deel van het prinsbisdom.

Het Nedersticht (Duits: Niederstift, ook wel Niedermünster) was het noordelijke en lager gelegen deel van het Prinsbisdom Münster. Een deel van dit gebied  was rond 1252 door koop of erflating verkregen van graaf Otto II of zijn dochter gravin Jutta van het Graafschap Ravensberg, die kinderloos waren gestorven. Het zuidelijke deel van het prinsbisdom rond de stad Münster werd het Oversticht (Duits: Oberstift) genoemd. Hoewel het Nedersticht politiek onder het bestuur van de bisschop van Münster viel, behoorde het kerkelijk tot het Bisdom Osnabrück. Belangrijke steden in het gebied waren Cloppenburg, Meppen en Vechta.